# Erg
Erg är den grundläggande energienheten i CGS-systemet. 
- 1 erg = 1 g•cm²/s²  = 10−7 J.
- 1 erg = 624,15 GeV = 6,241511 eV
- 1 erg = 1 dyn⋅cm = 1 g⋅cm2/s2
- 1 erg = 2.77777777777778 × 10-14 kW⋅h

Erg har sitt ursprung i CGS-systemet (centimeter–gram–sekund). Den har symbolen erg. Erg är inte en SI-enhet. Dess namn härstammar från ergon (ργον), ett grekiskt ord som betyder "arbete" eller "uppgift".
En erg är mängden arbete som utförs av en kraft av en dyn som utövas för ett avstånd av en centimeter. I CGS-basenheterna är den lika med ett gramcentimeterkvadrat per sekundkvadrat (g΅cm2/s2). Den är alltså lika med 10−7 joule eller 100 nanojoule (nJ) i SI-enheter. En erg är ungefär den mängd arbete som görs (eller energi förbrukas) av en vanlig husfluga som utför en "armhävning", den benböjande dipp som tar dess mun till ytan där den står och tillbaka upp.

## Historik
År 1864 föreslog Rudolf Clausius det grekiska ordet ργον (ergon) för enheten för energi, arbete och värme. År 1873 rekommenderade en kommitté i British Association for the Advancement of Science, däribland de brittiska fysikerna James Clerk Maxwell och William Thomson  ett allmänt antagande av centimeter, gram, och sekund som grundläggande enheter (C.G.S.- systemet av enheter). För att skilja härledda enheter rekommenderade de att använda prefixet "C.G.S. unit of ..." och begärde att ordet erg eller ergon skulle begränsas strikt för att hänvisa till C.G.S. enheten för energi.
År 1922 föreslog kemisten William Draper Harkins benämningen mikro-erg som en bekväm enhet för att mäta ytenergin hos molekyler i ytkemi. Det skulle likställas med 10−14 erg, ekvivalent med 10−21 joule.
Erg har inte varit en giltig enhet sedan den 1 januari 1978 då Europeiska ekonomiska gemenskapen ratificerade ett direktiv från 1971 som genomförde det internationella systemet (SI) i samförstånd med Allmänna konferensen för mått och vikt. Enheten används dock fortfarande inom astrofysiken och ibland inom mekaniken.[källa behövs]